# Maddalena Belfiore
Maddalena Belfiore född 27 maj 1928 i Kearny, New Jersey, död 18 maj 2007, var en amerikansk dragspelerska. Hon började spela dragspel redan vid 6 års ålder och har studerat för lärare som Andy Arcari, Joe Biviano, Louis Ioro, Charles Nunzio, Theodore Pezzolo och Pietro Frosini.
Sitter med i styrelsen för American Accordionists' Association och var dess ordförande 1971-1972, 1975-1976 samt 1979-1980.